# Ha Yeo-jin
Ha Yeo-jin (4 de febrero de 1986) es una actriz surcoreana, conocida por la película Primavera, Verano, Otoño, Invierno... y Primavera (2003) y el drama 1% of Anything (2003).

## Filmografía
| Primavera, Verano, Otoño, Invierno... y Primavera | 2003 | La chica |
| 1% of Anything                                    | 2003 |          |